# EQUO
Verdes Equo (EQUO) is een groene en ecosocialistische Spaanse politieke partij, die is opgericht op 4 juni 2011. Op dat moment verenigden 35 groene partijen zich. Sinds mei 2013 is ze lid van de Europese Groene Partij. Bij de Spaanse verkiezingen in 2011 kreeg de partij 0,9% van de stemmen. Net zoals veel andere groene partijen in Europa, heeft EQUO twee voorzitters: Juan López de Uralde en Reyes Montiel.

## In Valencia en Catalonië
In Catalonië is EQUO niet actief. Het werkt samen met het Iniciativa per Catalunya Verds, welke weer niet in de rest van Spanje actief is. Deze partij wordt wel gerepresenteerd in het Europees Parlement en is ook lid van de Europese Groene Partij en van de fractie De Groenen/Vrije Europese Alliantie.
In de Autonome Gemeenschap Valencia staat EQUO samen op een lijst met Coalició Compromís of Compromís Q, en haalde daar 7% van de stemmen. Dit leverde hen een parlementslid in het Congres van Afgevaardigden.